# Tonis
Tonis (ukr. Тоніс) – ukraiński prywatny kanał telewizyjny, uruchomiony w 1989 roku, który koncentrował się na tematyce społecznej. Właścicielem tej stacji był Tonis Television Company. Kanał był udostępniony przez telewizję kablową Wola, satelitarną – w wersji HD oraz cyfrową telewizję naziemną (DVB-T2) – SD 16:9.
24 sierpnia 2017 został zastąpiony przez kanał Pryamij.